# Jean-Baptiste Santi L'Homaca
Jean-Baptiste Santi L'Homeca est un interprète français[Quand ?].

## Biographie
Ancien interprète à Candie, à Salonique, il est chancelier dans diverses échelles du Levant et d'Égypte.
Il fait partie de l'Expédition d'Égypte en tant qu'interprète militaire, et attaché à Menou jusqu'à la fin de l'expédition. Avec Damien Bracevich, il traduit les déclarations de Sulaymân al-Halabî, le meurtrier de Kléber. Certains auteurs en font le cousin du poète André Chénier.